# Apostolepis assimilis
Apostolepis assimilis — вид змій родини полозових (Colubridae). Мешкає в Південній Америці.

## Поширення і екологія
Apostolepis assimilis мешкають в центральній і південно-східній Бразилії , а також на крайньому північному сході Парагваю і Аргентини. Вони живуть в саванах серрадо і на узліссях вологих атлантичних лісів. Ведуть риючий і денний спосіб життя, полюють на амфісбен і невеликих змій, зокрема на сліпунів. Самиці відкладають яйця.